# Haji (actrice)
Haji, geboren als Barbarella Catton (Québec, 24 januari 1946 – Malibu, 10 augustus 2013), was een Canadees-Amerikaans actrice en exotische danseres.

## Levensloop en carrière
Barbarella Catton werd geboren in Quebec in Canada in 1946. Haar artiestennaam was Haji. Ze speelde vooral in de sexploitationfilms van Russ Meyer, zoals Motorpsycho (1965), Faster, Pussycat! Kill! Kill! (1965), Good Morning... and Goodbye!, Supervixens (1975) met Charles Napier. 
In 1970 speelde ze in Beyond the Valley of the Dolls en in  Bigfoot met John Carradine. In 1975 was Haji te zien in Wham! Bam! Thank You, Spaceman!  en in 1976 in The Killing of a Chinese Bookie en Ilsa, Harem Keeper of the Oil Sheiks. 
Haar laatste film was Killer Drag Queens on Dope uit 2003.

## Filmografie
- Faster, Pussycat! Kill! Kill! (1965)
- Motorpsycho! (1965)
- Good Morning... and Goodbye! (1967)
- Beyond the Valley of the Dolls (1970)
- Bigfoot (1970)
- Up Your Alley (1971)
- Supervixens (1975)
- Wham-Bam-Thank You, Spaceman (1975)
- The Killing of a Chinese Bookie (1976)
- Ilsa, Harem Keeper of the Oil Sheiks (1976)
- The Amorous Adventures of Don Quixote and Sancho Panza (1976)
- Hughes and Harlow: Angels in Hell (1977)
- Demonoid (1980)
- The Double-D Avenger (2001)
- Killer Drag Queens on Dope (2003)